# Гардањаса (Мехединци)
Гардањаса (рум. Gărdăneasa) насеље је у Румунији у округу Мехединци у општини Поноареле. Oпштина се налази на надморској висини од 582 m.

## Становништво
Према подацима из 2002. године у насељу је живело 355 становника, од којих су сви румунске националности.